# Денисов, Михаил Викторович
Михаил Викторович Денисов (1908, Николаев, Николаевская область — 1972, Челябинск) — советский футболист, защитник.

## Биография
Воспитанник команды «Водник» Николаев (с 1923 года). Играл за команды «Местран» Николаев (1927 — июнь 1929), «Динамо» Киев (июль 1929—1931), «Динамо» Иваново (1932—1935), «Динамо» Куйбышев (1936, по июль). С сентября 1936 по 1940 играл за ленинградское «Динамо». В 1941—1947 годах — в составе «Динамо» Челябинск.
Чемпион Украинской ССР (1931). Второй призёр чемпионата РСФСР (1934, сборная Иваново). Работал в милиции в Челябинске, где скончался в 1972 году.